# Sommerfuglen ønsker tillykke
|  | Denne artikel er oprettet af botten PalnaBot ud fra en ekstern database. Den kan derfor have sproglige fejl eller mangler. Denne skabelon kan fjernes efter kontrol af indholdet. |

Sommerfuglen ønsker tillykke er en børnefilm fra 1968 instrueret af Victor Brockdorff, Ib Seindahl efter manuskript af Victor Brockdorff, Ib Seindahl.

## Handling
Lotte har fødselsdag, og gæsterne skal underholdes med marionetkomedie. Sommerfuglen i titlen er den som puster sjæl ind i dukkerne og ind i Lottes fantasi. Da tæppet er faldet og festen forbi, flagrer sommerfuglen videre i Lottes drømme - og den følger hende bogstaveligt ind i virkeligheden på hendes vej til skole næste morgen.